# Дева (река)
Дева (исп. Río Deva) — река на севере Испании. Длина реки — 64 км, площадь бассейна — 1195 км². Средний расход воды — 33,4 м³/с.
Истоки реки находятся на высоте 1100 м около горной деревни Фуэнте-Де в муниципалитете Камаленьо (Кантабрия). Река протекает также по территории Астурии, впадая в эстуарий Тина-Майор, части Мар-Кантабрико Бискайского залива. В Деву впадает множество рек и ручьёв, рождающихся на склонах Кантабрийских гор, крупнейшая из них — Карес.
В реку заходят на нерест лососи.